# Antonius Alexis Hendricus Struycken

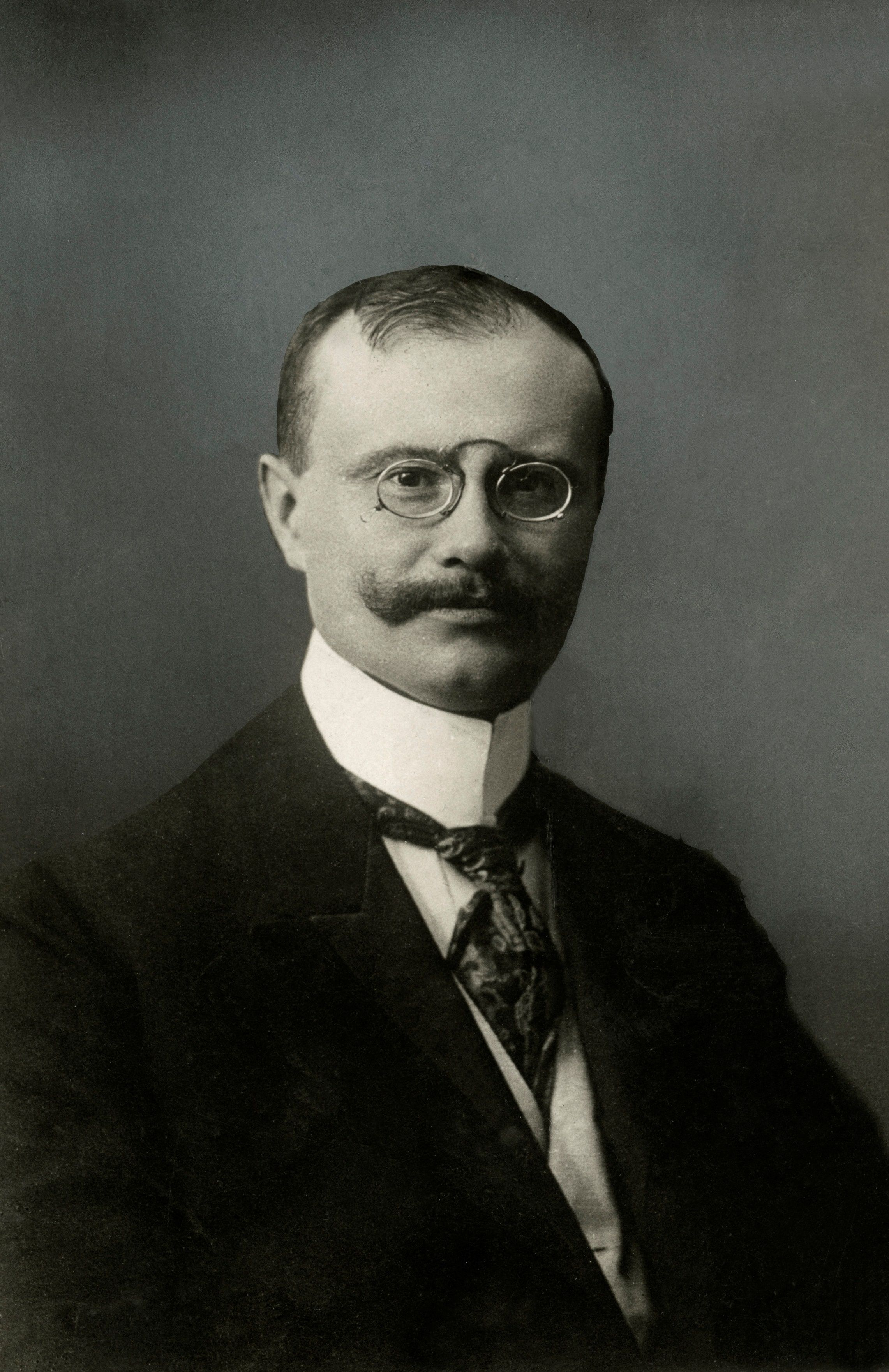
Antonius Alexis Hendricus Struycken.

Antonius Alexis Hendricus Struycken, född den 8 februari 1873 i Doesburg, död den 28 juli 1923 i Haag, var en nederländsk rättslärd. 
Struycken var professor i förvaltningsrätt, folkrätt och juridisk encyklopedi vid universitetet i Amsterdam och medlem av Permanenta skiljedomstolen i Haag. Han var dessutom medlem av Nederländernas "Raad van state", ett kronråd med uppgift att uttala sig i lagstiftningsfrågor, samt nederländska regeringens folkrättsliga rådgivare i förhandlingarna med Belgien om Scheldeskeppsfarten med mera. Han var 1920-22 nederländsk delegerad vid Nationernas förbunds församlingsmöten i Genève samt tillhörde den 1920 av Nationernas förbunds råd tillsatta internationella juristkommissionen (med 3 medlemmar) för att pröva Ålandsfrågans legala sidor.